# Xenodermichthys nodulosus
Xenodermichthys nodulosus är en fiskart som beskrevs av Günther, 1878. Xenodermichthys nodulosus ingår i släktet Xenodermichthys och familjen Alepocephalidae. Inga underarter finns listade i Catalogue of Life.

## Bildgalleri

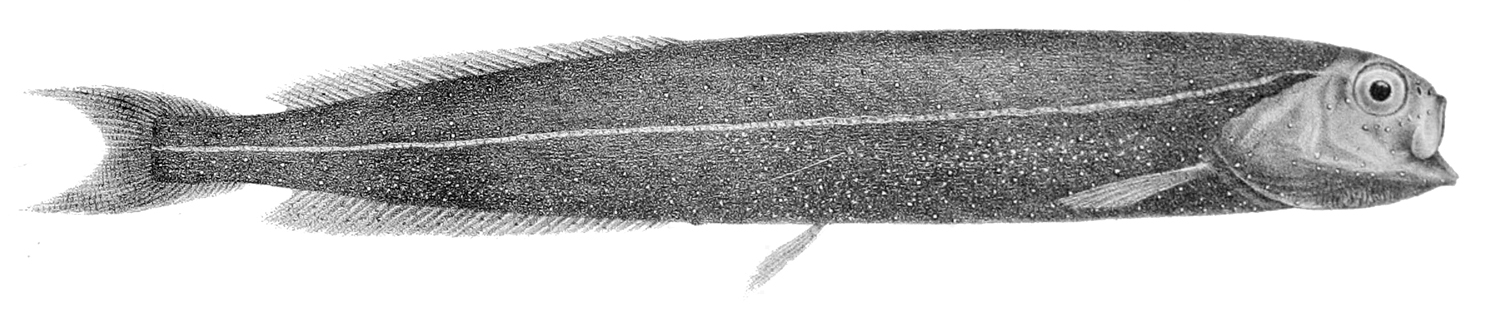